# Околиите
Околиите е село в Северна България.
То се намира в община Трявна, област Габрово.

## География
Село Околиите се намира в планински район.